# Sie-č’
Sie-č’ (čínsky pchin-jinem xièzhì, znaky 獬豸) nebo (korejsky 해태, hätchä či hetche) je mytický tvor pocházející z asijské mytologie, který se objevuje v čínské mytologii, japonské, korejské či vietnamské. Jeho vzhled se interpretuje různými způsoby, nejčastěji je však tento tvor popisován jako legendární stvoření, které připomíná ovci nebo kozu s jedním rohem na temeni hlavy, dvěma svítícíma očima a krátkým ocasem. Považuje se za symbol spravedlnosti.

## Čína
Podle staré čínské legendy měl ministr císaře Šuna Kao Jao bájné stvoření podobné koze zvané č’ (廌), které využíval během trestního řízení, kdykoli byl na pochybách. Zvíře svým jedinečným instinktem dokázalo rozeznat nevinného od viníka. Viníka následně potrestal útokem s pomocí svého rohu. 
Zmínky o Sie-č’ v čínské literatuře lze vystopovat až do období dynastie Chan, kdy ho učenec Jang Fu popisuje jako „spravedlivé zvíře, které útočí na nespravedlivou stranu, když spatří nějaký souboj a kouše nespravedlivou stranu, když uslyší nějakou hádku“. V knize od Šuo-wena ťie-c je popsáno jako „zvíře podobné dobytku s jedním rohem; v dávných dobách. Spory řešilo tím způsobem, že do viníka narazilo svým rohem“.
Již ze své spravedlivé podstaty byl Sie-č’ používán jako symbol spravedlnosti a práva. Cenzorát z dob dynastie Ming a Čching, kteří byli zodpovědní za dohled nad státní správou, nosili Sie-č’ jako odznak svého úřadu. Stejně tak vojenští policisté Čínské republiky nosí odznaky se symboly Sie-č’ a je také vyryt na soudcovských kladívkách u soudů Čínské lidové republiky.

## Japonsko
V Japonsku je známý jako kaiči (獬豸), někdy také jako šin’jó (神羊 „božská ovce“). Kaiči je popisován jako stvoření podobné lvu s jedním rohem na temeni hlavy.

## Korea

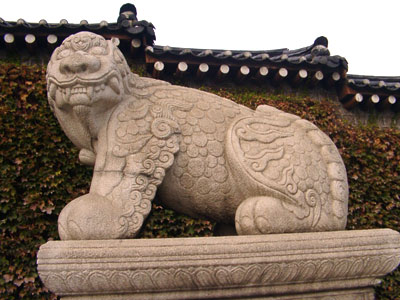
Socha hetche u paláce Kjongbokkung

V Koreji je „Sie-č'“ známý jako „hetche“ (해태). Podle historických korejských záznamů má hetche svalnaté tělo přípomínajícího lva s jedním rohem na čele. Na krku má zvon a jeho tělo je pokryto ostrými šupinami. Žije v pohraničních oblastech Mandžuska. 
Ve starověké Koreji se sochy hetche používaly v architektuře za rané dynastie Čoson, protože se věřilo, že díky své podobě dokáže ochránit Hanjang (dnešní Soul) před přírodními katastrofami a že mezi obyvatelstvem nastolí pořádek. V Koreji je hetche považováno mytické zvíře, které zabraňuje požárům. Aby se zabránilo požáru v paláci Kjonbokun, byla před palácem umístěna socha hetche. Město Soul od roku 2009 oficiálně používá maskota hečchi (해치) jako symbol Soulu.